# Phalotris multipunctatus
Phalotris multipunctatus là một loài rắn trong họ Rắn nước. Loài này được Puorto & Ferrarezzi miêu tả khoa học đầu tiên năm 1993.